# Hiranyagarbha

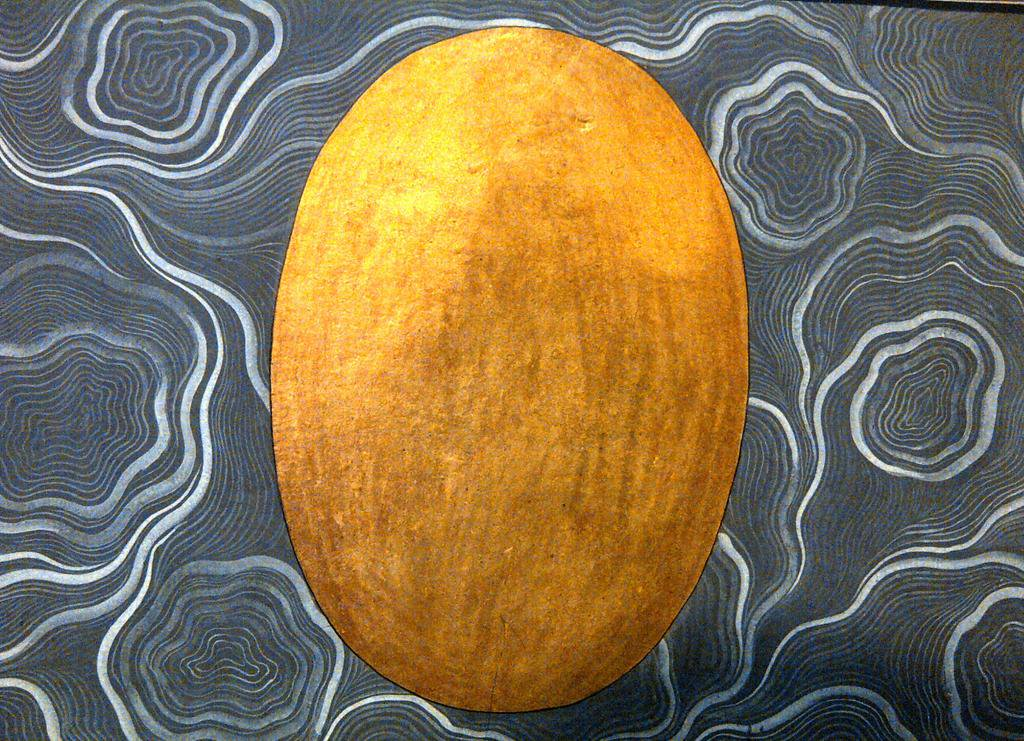
Représentation de l'œuf d'or, extraite du Bhagavata Purana

Hiraṇyagarbha, est un terme sanskrit de l'hindouisme qui se traduit par : œuf d'or, matrice d'or ou utérus / ventre d'or ; il correspond au lieu d'où est issu la création, la cause de l'univers d'après le Rig-Veda (X, 121). Hiraṇyagarbha est un qualificatif du dieu créateur Brahmā qui, dans l'hindouisme, est né d'un œuf d'or. Dans le Vedānta, ce terme est synonyme de mahat ou de Buddhi et correspond au troisième Tattva du Sāṃkhya. La matrice de la création, l'œuf d'or, est le lieu où réside Bindu, fondement de toutes choses. Autour du lingam de sahasrara chakra, l'œuf est représenté[pas clair] .